# Інститут експериментальної біології і патології
Інститут експериментальної біології та патології Народного комісаріату охорони здоров'я УСРР заснований у 1930 році. Керівником інституту у 1930—1946 роках був Олександр Богомолець. Інститут вивчав проблеми біології і медицини, серед яких алергії, гіпертонія, рак, імунітет, патології обміну речовин, старіння та продовження життя. В інституті моделювали розвиток захворювань на тваринах та вивчали механізми їх виникнення та лікування. Інститут брав участь у Всесвітній виставці у Парижі 1937 року, де отримав Золоту медаль.
У 1953 році приєднаний до Інституту клінічної фізіології АН УРСР з утворенням Інституту фізіології ім. О. О. Богомольця АН УРСР.

## Історія

### Довоєнний період (1930-1941)
У 1930-1933 роках заступником директора був Леонід Левитський.
У 1940 році в інституті працювали такі відділи:
- біофізики (завідувач Олександр Леонтович)
- еволюційних функцій (завідувач Микола Єрмаков)
- порівняльної патології (завідувач Микола Сиротинін)
- патохімії (завідувачка Ніна Медвєдєва)
- експериментальної патології (завідувач Микола Горєв)
- серології (завідувач Олександр Богомолець)
- експериментальної онкології (завідувач Ростислав Кавецький)
- гематології (завідувачка Надія Юдіна)[2]

Також були наявні 4 лабораторії — експериментальної морфології (завідувач Євген Татаринов), експериментальної ендокринології (завідувач Василь Комісаренко), експериментального раку (завідувач Моїсей Магат) та рентгенкабінет (завідувач Федір Богатирчук).

### Післявоєнний період (1944-1953)
Директором Інституту експериментальної біології та патології МОЗ у 1946—1953 році був Олег Богомолець.
Під час київського засідання «павловської сесії» 1950 року інститут був розкритикований як один з тих, що в своїй роботі не дотримується павловського вчення.
27 січня 1953 року вийшла постанова Ради Міністрів УРСР про приєднання інституту до Інституту клінічної фізіології АН УРСР з утворенням Інституту фізіології ім. О. О. Богомольця.

## Наукова діяльність
У 1930—1933 роках доцент Степан Капран вивчав дегенерацію тимуса при видаленні гіпофіза, доцент Надія Юдіна та Ужанський вивчали кров.
Стимуляцію імунної системи вивчала група в складі Олега Богомольця, Варшамова, Леонтьєва, Йосипа Неймана, Ростислава Кавецького, Миколи Сиротиніна, Ромодановської.
Роботу зі стимуляційної функції переливань крові робила група Медведєвої, Федорова, Багдасарова, Леонтьєва, Стоцика, Надії Юдіної, Олександра Богомольця. Серед співробітників інституту в цей період були також Авер'янов, Сельцовський, Нам'ятишева, Юровська, Ростислав Кавецький, Солун, Шустер, Зайденшнур, В. Д. Янковський, Стриганова, Перельман.
Досліджувалося також поширення ендемічного зобу на території Українського Полісся. Василь Комісаренко за результатами вивчення інсулінового шоку опублікував монографію.
Професор Олександр Черняхівський проводив дослідження іннервації злоякісних пухлин. Також він дослідив ранню появу олігодендроглії в ембріогенезі.

## Відомі науковці

### Завідувачі відділами
- Медвєдєва Ніна Борисівна, завідувач відділу в 1931—1951
- Татаринов Євген Олександрович, завідувач відділу в 1931—1950
- Кавецький Ростислав Євгенович, завідувач відділу з 1931, у 1943—1946 — заступник директора
- Базилевич Іван Вікторович, завідувач відділу 1936—1941
- Комісаренко Василь Павлович, завідувач відділу 1940—1953
- Стражеско Микола Дмитрович, завідувач клінічного відділення
- Іщенко Іван Миколайович, завідувач відділу експериментальної і клінічної хірургії після 1944[8]
- Олексій Городецький, завідувач відділу біофізики принаймні в 1951—1953
- Вороний Юрій Юрійович — завідувач відділенням експериментальної хірургії Інституту експериментальної біології та патології (1950—1953)
- Горєв Микола Миколайович — завідувач відділу експериментальної патології ІЕБП (1934—1953)

### Інші
- Медвєдєва Наталія Борисівна, науковий співробітник з 1932 року
- Бережна Нінель Михайлівна, науковий співробітник у 1951—1953 роках
- Дядюша Галина Федорівна, науковий співробітник у 1931—1953
- Колпаков Євген Вікторович, науковий співробітник з 1932
- Березанцев Пилип Іванович, науковий співробітник у 1945—1949
- Лауер Ніна Володимирівна, аспірантка з 1935 року
- Спасокукоцький Юрій Олександрович, аспірант, співробітник у 1935—1953
- Примак Федір Якович, науковий співробітник у 1932—1936
- Богатирчук Федір Парфенович
- Зюков Анатолій Матвійович, науковий консультант з 1935
- Черняхівський Олександр Григорович, 1934—1938
- Розгін Іван Федорович, науковий співробітник з 1931
- Коваль Галина Юліанівна, аспірантка 1951—1953[9]